# هاواي فايف أو
هاواي فايف أو برنامج تلفزيوني أمريكي يدور طابعه حول الأكشن والجريمة، حيث يتحالف ستيف مع داني من شرطة ولاية هاواي لحل الجرائم. بدأ عرضه في 20 سبتمبر 2010 على شبكة سي بي إس في الولايات المتحدة. وعُرض الموسم السادس على قناة سي بي إس ابتداءً من تاريخ 27 سبتمبر 2015 وعلى قناة إم بي سي أكشن.

## روابط خارجية
- هاواي فايف أو على موقع IMDb (الإنجليزية)
- هاواي فايف أو على موقع ميتاكريتيك (الإنجليزية)
- هاواي فايف أو على موقع روتن توميتوز (الإنجليزية)
- هاواي فايف أو على موقع فيلمافينيتي (الإسبانية)
- هاواي فايف أو على موقع كينوبويسك (الروسية)
- هاواي فايف أو على موقع ألو سيني (الفرنسية)
- هاواي فايف أو على موقع قاعدة بيانات الفيلم (الإنجليزية)